# Красный мак (балет)
«Красный мак» («Красный цветок») — балет Рейнгольда Глиэра в трёх действиях, на либретто Михаила Курилко. Название балету дано по имени главной героини — Тао Хоа, что означает «красный мак».
Премьера состоялась 14 июня 1927 года в Большом театре Союза ССР. Постановка Василия Тихомирова (2-й акт) и Льва Лащилина (1-й и 3-й акты). Художник — Михаил Курилко.
Вторая редакция — 1948 год, третья — 1957 год, четвёртая была представлена публике в феврале 2010 года в Италии; новая российская постановка создана В. В. Васильевым в Красноярском театре оперы и балета 23 ноября 2010 года. В марте 2011 года балет «Красный мак» был назван «Лучшей премьерой сезона», а исполнительница роли Тао Хоа Анна Оль отмечена за «Лучшую женскую роль в музыкальном спектакле».

## Действующие лица
- Тао Хоа, актриса и танцовщица
- Ли Шан-фу, её жених
- Главный надсмотрщик, её отец
- Хипс, англичанин, начальник порта
- Капитан советского корабля
- Хозяин ресторана и курильни опиума
- Два китайца, заговорщики
- Старик, фокусник
- Помощник фокусника
- Мальчик-глашатай при театре
- Кули
- Полицейские, надсмотрщики
- Китаянки
- Английские офицеры
- Кокотки, малайские танцовщицы
- Советские и иностранные матросы, бои
- Фениксы, боги, богини
- Цветы, бабочки, кузнечики
- Европейские дамы, лакеи

## Либретто

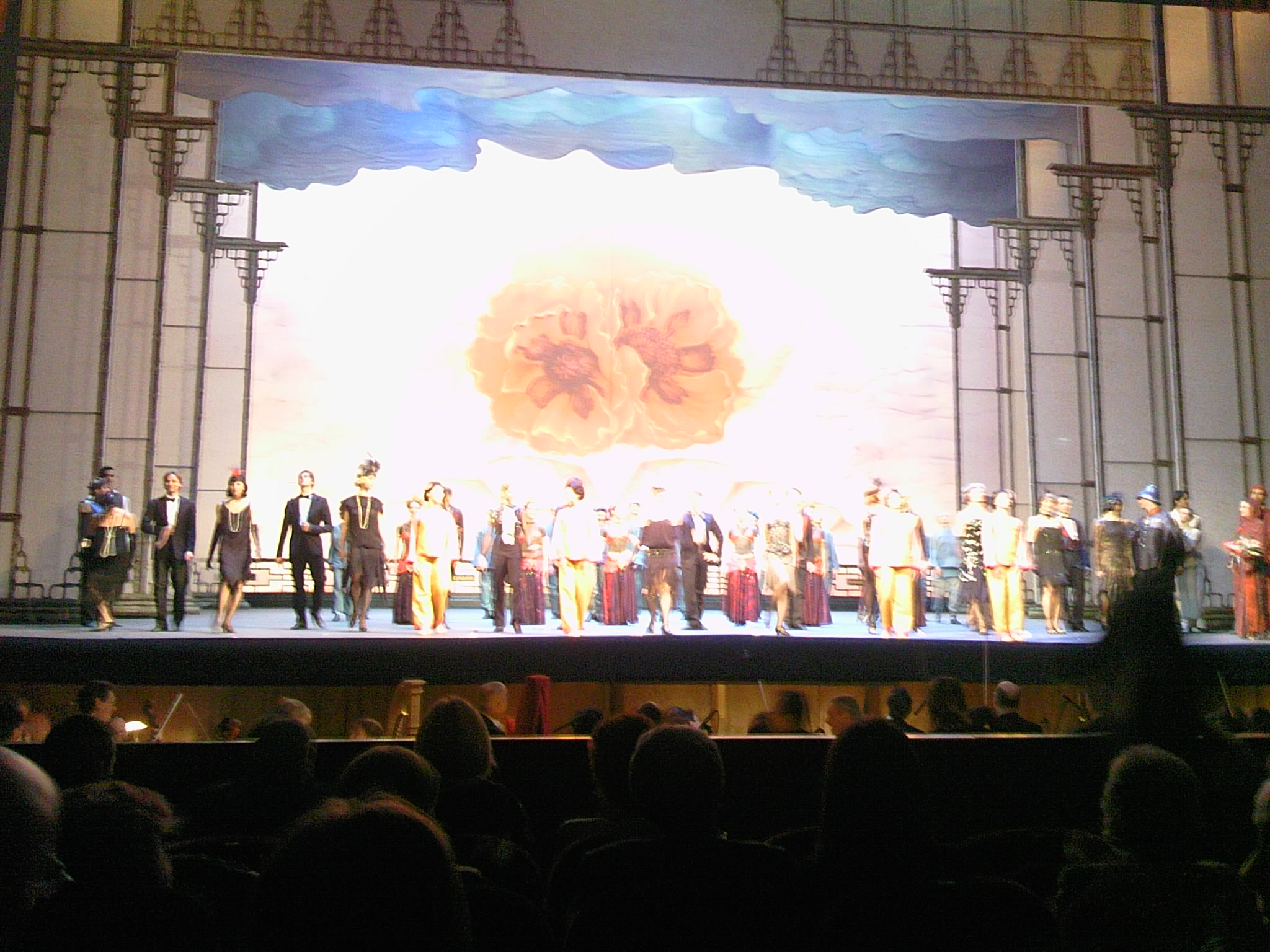
Премьера постановки балета в Риме 12 февраля 2010

В китайский порт пришёл советский корабль. Идёт разгрузка. Китайские рабочие-кули носят тяжёлые тюки с товарами. За их работой наблюдают надсмотрщики.
Рядом с портом — ресторан, излюбленное место европейцев. Кули вносят паланкин, из него выходит Тао Хоа — знаменитая актриса, любимица города — и танцует приветственный танец с веером. Какой-то молодой моряк приглашает Тао Хоа танцевать фокстрот. К ресторану подходит молодой китаец Ли Шан-фу. Он побывал в Европе и воспринял там лишь отрицательные стороны буржуазной цивилизации. Под его взглядом Тао Хоа смущается. Гости ресторана развлекаются. Изнемогающие от работы кули двигаются с трудом. Один из кули, выбившись из сил, падает. Надсмотрщик бьёт его, но он не поднимается. Товарищи пытаются вступиться за кули. На помощь надсмотрщикам приходит полиция.

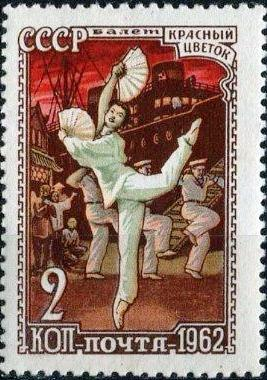
Почтовые марки СССР "Советский балет", 1962. «Красный мак» Глиэра

Кули бегут на советский корабль и просят моряков вступиться за них. На шум приходит начальник порта Хипс. Он предлагает Капитану советского корабля своё содействие: по его мнению, здесь нужно действовать силой. Но Капитан придерживается другого взгляда.
Переговорив с матросами, Капитан решает помочь кули. По свистку Капитана матросы выстраиваются, образуя на сходнях корабля две живые цепи, и передают тюки из рук в руки.
Благородный поступок советских моряков произвёл впечатление не только на кули, но поразил и Тао Хоа. Ей хочется чем-нибудь выразить Капитану свой восторг, и она осыпает его цветами. Ли Шан-фу грубо вмешивается в эту сцену: Тао Хоа не должна кокетничать с «большевиком». Он бьет её. Капитан вступается за обиженную женщину. В благодарность Тао Хоа, надев на пальцы длинные золочёные наконечники, исполняет сиамский танец, подражая позам изваяний старых буддийских божеств.
Вечер, темнеет. Отдохнувшие кули тоже танцуют. К ним присоединяются малайки и матросы с каботажного корабля, среди которых японцы, негры, норвежцы, американцы, выходцы с Малайских островов. Советские матросы не выдерживают. Они съезжают по канатам с корабля и пускаются в пляс под музыку матросской песни «Яблочко».
Курильня опиума. Ловкие бои суетятся перед приёмом посетителей. Появляется Хипс. Опасаясь «дурного влияния» большевиков, он намерен отделаться от советского Капитана. Всё обдумано: его нужно заманить в притон, откуда живым он не выйдет. Это исполнит Ли Шан-фу, а заманить его должна Тао Хоа. Условившись обо всём, Хипс уходит в ресторан дожидаться развязки.
Между тем советский Капитан, ничего не подозревая, гуляет по набережной со своими матросами. Тао Хоа, не зная цели заговорщиков, приглашает его войти в курильню. Ей поручено увлечь молодого русского моряка. Это совпадает с её собственным желанием.
Заговорщики делают вид, будто они случайные посетители курильни. Но у Ли Шан-фу нет предлога, чтобы первому напасть на Капитана, и он рассчитывает, что, ударив Тао Хоа, заставит советского моряка заступиться за неё. Расчёт оказывается правильным. Капитан отшвыривает Ли Шан-фу от Тао Хоа. Тогда заговорщики, как будто заступаясь за товарища, бросаются на Капитана с ножами. Тао Хоа загораживает собой моряка, и тот успевает свистком вызвать гуляющих поблизости матросов.
Капитан спасён. Появляется Хипс. Он ничем не обнаруживает своей досады: покушение не удалось, но ещё есть время привести его в исполнение. Заметив фигуру европейца, заговорщики опять хватаются за ножи. Но Хипс намекает, что у него есть другой способ отправить Капитана на тот свет. Заговорщики расходятся. Старый актёр-китаец успокаивает плачущую, испуганную Тао Хоа. Он приказывает хозяину курильни принести трубку с опиумом. Тао Хоа и старик курят опиум и засыпают.
Сон Тао Хоа. Её первые видения смутны. Ей кажется, что она погружается в воду, далее она видит старинный храм с колоссальным изображением Будды, по бокам — статуи богинь. Они сходят с пьедесталов и танцуют. Проходит шествие мужчин и женщин. Они несут на плечах изображение гигантского дракона. Тао Хоа видит и себя. Её несут на носилках. Всё быстрее и быстрее становятся шаги участников шествия. Мужчины начинают воинственную пляску с мечами. Но постепенно всё темнеет, сливается, и Тао Хоа видит другую картину. Ей грезится край, где люди счастливы. Там живут феи в «лунных чертогах» у «яшмовых озер». Она уже недалеко от царства счастья. Одна за другой перед ней проносятся легендарные птицы древних сказаний — фениксы. Они преграждают путь Тао Хоа к счастью. И все же женщине удается пройти в заветное царство. Она попадает в волшебный сад, в котором боги и богини окружены цветами разных оттенков, бабочками, кузнечиками. Из земли вырастают маки и лотосы и, оживая, превращаются в девушек. Тао Хоа и здесь не находит покоя. Сюда за ней прилетают фениксы и угрожают ей. Ей сочувствуют лишь красные маки, все остальные цветы на стороне фениксов. Фантастические видения окружают Тао Хоа. Ей кажется, что она летит в бездонную пропасть.
Вечер во дворце начальника порта. Нарядные дамы танцуют с офицерами чарлстон. Для увеселения гостей приглашены европейские и китайские артисты. На огромном блюде слуги вносят танцовщицу. Она исполняет танец, который всех приводит в восторг. Бал в полном разгаре. Гости танцуют теперь вальс-бостон. Постепенно они расходятся по другим комнатам. Хипс уславливается с Ли Шан-фу отравить во время угощения приглашённого на бал советского Капитана. Всё это слышит Тао Хоа. Она приходит в ужас. Когда же отец её и жених говорят, что отравленный чай должна поднести Капитану Тао Хоа, силы почти покидают её. В ней происходит мучительная борьба между привычкой повиноваться и чувством к человеку, которого она успела полюбить. Хипс по-своему объясняет её колебания. Он показывает ей драгоценный перстень, который она получит за оказанную «услугу». Он надевает драгоценное кольцо на палец ничего не понимающей Тао Хоа. Женщина машинально принимает подарок. Заговорщики убеждены, что им удалось переманить её на свою сторону.
Появляются советские моряки во главе с Капитаном. Узнав Тао Хоа, Капитан дружески с ней здоровается и хочет пройти в другую залу, но Тао Хоа умоляет его покинуть вечер. Она говорит Капитану о своей любви, становится перед ним на колени, молит, чтобы он увез её с собой из Китая. Моряку жаль её как ребенка.
Между тем начинаются приготовления к чайной церемонии. Капитану, как почётному гостю, должна поднести чай знаменитая танцовщица. В Китае, говорит Хипс, это очень сложная процедура.
Капитан, ничего не подозревая, с любопытством следит за движениями Тао Хоа. Она кокетливо танцует перед Капитаном, то протягивая ему чашку, то отдергивая её, как только Капитан пытается взять её в руки. Женщина старается отсрочить решительную минуту. Заговорщики довольны, улыбаются, хотя видят, что церемония явно затянулась. Наконец Тао Хоа передаёт чашку Капитану, и когда он подносит её к губам, выбивает чашку из его рук. Ли Шан-фу, видя, что покушение не удалось, стреляет в Капитана, но промахивается.
Среди гостей переполох. Все разбегаются. Во дворец между тем проникают «красные пики», представители китайской бедноты — китайские партизаны. Тао Хоа, поднявшись на балюстраду, смотрит на море. Она видит, как на рейде советский корабль снимается с якоря и уходит в открытое море.
Тао Хоа счастлива, что Капитан избежал гибели и спасён. В этот момент её замечает Ли Шан-фу. Вне себя от ярости, считая её виновницей того, что покушение на Капитана не удалось, он стреляет в неё и смертельно ранит.
Заговорщики бегут. Один лишь отец Тао Хоа остаётся с ней. Дворец Хипса в руках китайской бедноты. «Красные пики» поднимают тело Тао Хоа и кладут на носилки, прикрытые красным знаменем. Дети окружают носилки. Очнувшись, Тао Хоа передаёт детям алый цветок мака, подаренный ей Капитаном.
Апофеоз. В небе загорается огромный красный цветок. К нему идёт беднота, освобождённая от власти европейцев. На носилки с мёртвой Тао Хоа сыплются бесчисленные лепестки красного мака.

## Дальнейшие постановки
- 1928 — Свердловский оперный театр имени А. В. Луначарского
- 2010 — Римский оперный театр
- 2010 — Красноярский государственный театр оперы и балета, балетмейстер-постановщик Владимир Васильев.